# Okiagari-koboshi

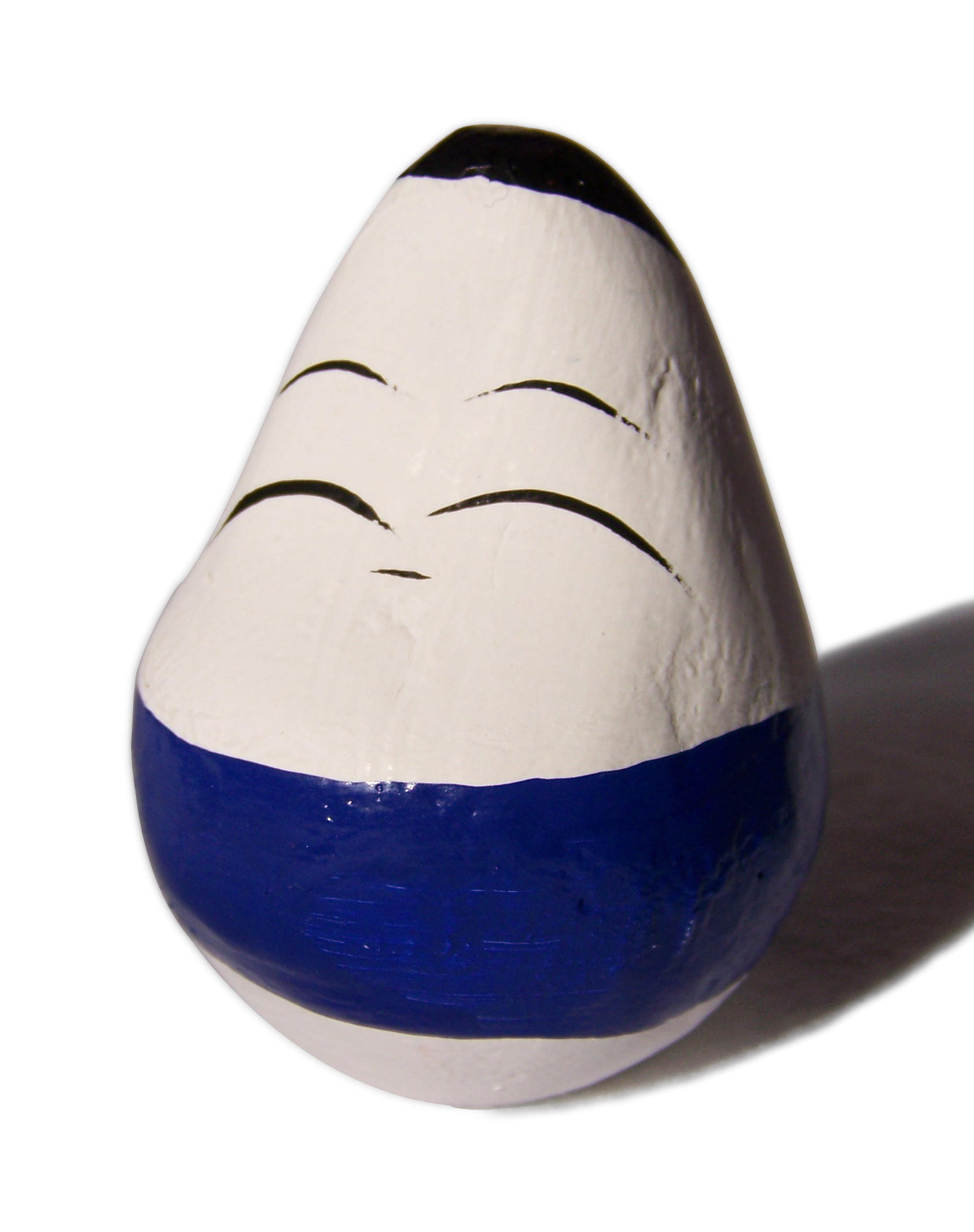
Okiagari-koboshi proveniente da Aizuwakamatsu, Fukushima

Okiagari-koboshi o Okiagari-kobōshi (起き上がり小法師? "piccolo monaco rotondetto" o "piccolo monaco sempre-in-piedi") è una bambola tradizionale giapponese. Questo giocattolo è fatto di cartapesta ed in modo che, se viene colpito per farlo ribaltare, il suo peso lo riporta sempre in piedi. Okiagari-koboshi è considerato un portafortuna, un simbolo di perseveranza e di capacità di resistere alle avversità.

## Storia
I costruttori dei primi okiagari-koboshi probabilmente si basarono su un giocattolo cinese chiamato Budaoweng ("il vecchio che non cade") che è bilanciato in modo simile. Okiagari-koboshi è stato a lungo popolare tra i bambini giapponesi. Viene menzionato in un'opera teatrale del XIV secolo intitolata Manju-Kui. Lo studioso di folklore giapponese Lafcadio Hearn ha registrato una ninna nanna di Matsue, nella provincia di Izumo che risale all'inizio del XX secolo ed elenca la bambola come regalo per un bambino:
Nenneko, nenneko nenneko ya!
Kono ko nashite naku-yara?
O-chichi ga taranuka? — o-mama ga taranuka?
Ima ni ototsan no ōtoto no o-kaeri ni
Ame ya, o-kwashi ya, hii-hii ya,
Gara-gara, nagureba fuito tatsu
Okiagarikoboshi! —
Neneko, neneko, nenneko ya!
Tradotta, dice:
Dormi, dormi, dormi, piccolino!
Perché questo bimbo continua a piangere?
Gli manca forse l'onorevole latte? - Gli manca l'onorevole riso?
Adesso appena torna papà dal palazzo del grande Signore,
Avrai un Ame, ed anche un dolce, e pure un hii-hii,
E anche un sonaglio, e un okiagarikoboshi
Che tornerà subito in piedi dopo essere stato buttato giù
Gli Okiagari-koboshi sono famosi nella regione di Aizu della Prefettura di Fukushima, dove le bambole sono vendute nelle varianti rossa e blu. La gente le compra durante il Tokaichi ("mercato del decimo giorno") che si tiene ogni 10 di gennaio. Gli acquirenti di solito buttano giù molti okiagari-koboshi tutti in una volta; quelli che restano in piedi sono considerati i fortunati. La tradizione richiede l'acquisto di un okiagari-koboshi per ogni membro della famiglia più uno extra nella speranza che la famiglia crescerà nel corso dell'anno.

## Bambole Daruma

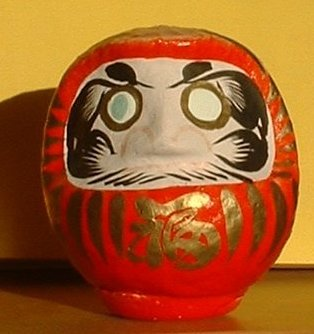
Bambola Daruma del tipo okiagari-koboshi

Un tipo di bambola Daruma funziona con lo stesso principio dell'okiagari-koboshi e a volte viene chiamata con questo nome; quando viene spinta giù si rialza. Questa rappresentazione del monaco buddista Bodhidharma probabilmente deriva da una leggenda che dice che una volta egli rimase in meditazione per nove anni, e gli si atrofizzarono gli arti (o gli caddero del tutto). Una canzone per bambini del XVII secolo descrive le bambole Daruma di tipo okiagari-koboshi dell'epoca come molto simili alle loro corrispondenti raffigurazioni moderne:
Hi ni! fu ni!
undan Daruma ga
Akai zukin kaburi sunmaita!
Una volta! Due volte!
Sempre il Daruma di rosso vestito
Incurante torna seduto!